# Animania
Animania est une convention Japanim annuelle localisée à Sydney (Australie) ayant pris place pour la première fois en 2002. Elle est le tout premier événement australien consacré aux animes et aux mangas. Animania est désormais dirigé par Aurora Entertainment et organise de nombreux événements tenus à Sydney, Brisbane, Melbourne et Adélaïde.

## Programmes
Animania met en avant de nombreux événements typiques des conventions japanime comme notamment les cosplays, les compétitions d'AMV (anime music video), les karaokés ou encore des jeux vidéo tels que Dance Dance Revolution. Hormis ces événements, Animania a également fondé ses propres attractions touristiques comme le groupe Halcyon.

### Halcyon
Halcyon est un groupe musical qui a fait ses premiers débuts à Animania en 2003 et, à cette époque, était constitué de trois membres : Amanda Setiadi au chant, Michael Lee (également nommé "Muki") à la guitare acoustique et Rosi Yu, le violoniste. Le groupe fait son grand retour à Animania en 2005 en plus de nombreux autres événements localisés à Sydney. Le groupe prend de l'ampleur et passe à six membres, incluant un batteur, Michael Ip et deux autres guitaristes Lindsay Nighjoy à la basse et Jason Solomon à la guitare solo.

## Historique
En 2008, les premiers débuts du World Cosplay Summit australien ont lieu à Animania, avec des finalistes en compétition pour le World Cosplay Summit Championship de 2009 (Japon).
Deux concerts en direct se sont déroulés durant Animania 2008avec Argent La Rosa, un groupe influencé J-Rock, et Yunyu.